# Gouvernance territoriale
La gouvernance territoriale, également appelée gouvernance locale, est un système de gouvernance à l'œuvre aux différents niveaux et échelons territoriaux dans les États fédéraux et les États unitaires décentralisés. Elle associe généralement les parties responsables des objectifs, fonctions et gestion de la collectivité, ainsi que de l'évaluation, dans les domaines économique, social et environnemental.

## Liens entre territoire, développement local et gouvernance
Au contraire des approches développées dans le cadre de réflexions sur la gouvernance mondiale ou sur la « bonne gouvernance » (en anglais : good governance signifie faire converger les intérêts individuels vers la définition non pas de l’intérêt général, notion typiquement française[réf. nécessaire], mais du bien commun), un certain nombre d’auteurs travaillant sur la problématique des villes ont résolument opté pour une vision territoriale de la gouvernance (cf. gouvernance urbaine).
Aussi, certains auteurs[Lesquels ?] adoptent une vision pratique de la gouvernance, en soulignant le fait que la réalité du gouvernement soit actuellement en train de subir d’importantes modifications qui marquent une profonde rupture avec le passé.
Gerry Stocker écrivait en 1998 : « La gouvernance fait intervenir un ensemble complexe d’acteurs et d’institutions qui n’appartiennent pas tous à la sphère du gouvernement ; elle traduit une interdépendance entre les pouvoirs et les institutions associées à l’action collective. La gouvernance fait intervenir des réseaux d’acteurs autonomes et part du principe qu’il est possible d’agir sans se remettre au pouvoir de l’État ».
L’économiste Bernard Pecqueur, spécialiste du développement local, définit la gouvernance comme « un processus institutionnel et organisationnel de construction d’une mise en compatibilité des différents modes de coordination entre acteurs géographiquement proches, en vue de résoudre les problèmes productifs inédits posés aux territoires ».
On peut[Qui ?] citer la définition du dictionnaire critique du territoire qui synthétise assez bien d’autres tentatives d’énonciation de ce concept : « Dans son utilisation actuelle, ce terme est un anglicisme. Il désigne une manière d’aborder la question du gouvernement qui ne donne pas la priorité à l’art de gouverner et aux techniques de conduite de l’action mais aux relations entre les dirigeants et les dirigés, notamment la société civile et l’État. »

## Situation française

### Les principes d'orientation
En France, le débat s’articule autour de trois thèmes principaux :
- les rapports entre les pouvoirs locaux et la société civile et notamment la participation des citoyens à l’action publique, par l’intermédiaire de la consultation ou de la concertation. En France, depuis une vingtaine d’années, celles-ci ont pris une grande importance dans la loi et la pratique, en particulier en ce qui concerne les grandes questions d’aménagement, d'environnement et d’urbanisme[3].
- les conditions de partenariat entre le secteur public et le secteur privé : contrairement aux Américains qui privilégient les arrangements à court terme, les Français se préoccupent de construire des références communes (et cela constitue peut-être une nécessité dans une action à long terme rassemblant de nombreux partenaires) ;
- l'articulation des échelons décisionnels, au regard des principes de subsidiarité ou de subsidiarité active[4] et de décentralisation. La superposition des échelons administratifs et l'emboitement des responsabilités des collectivités territoriales fait l'objet de nombreuses discussions.

On trouve[Qui ?] une demande croissante de managers publics connaissant et appliquant ces principes de gouvernance. À cette fin, diverses écoles et universités possèdent une filière « management public » ou « gouvernance territoriale » (ex : IMPGT).
Pour Joseph Carles, maître de conférences en Sciences de gestion à l’Institut d’Études Politiques de Toulouse, « À l'échelle d'un territoire, la gouvernance apparaît comme la mise en réseau des différents acteurs institutionnels, politiques, économiques et sociaux dans la perspective d'un projet de développement pérenne. La mise en réseau des acteurs du développement local s'appréhende comme un partage des connaissances et des expertises de chaque partenaire qui laisse cependant à chacun d'eux une part importante d'autonomie dans ses choix stratégiques. »

### Les niveaux
Aujourd'hui[Quand ?], trois niveaux de gouvernance territoriale ou administration territoriale semblent émerger :
- la commune, forte des transferts massifs de compétences qui ont suivi les lois de décentralisation de 1982 - 1983 (Lois Deferre)
- les intercommunalités, consacrées définitivement par la loi Chevènement du 12 juillet 1999 et qui constituent la mutation la plus radicale du paysage institutionnel local des 30 dernières années (85 % des Français vivent sous le régime des intercommunalités en 2005)
- les lieux informels de gouvernance territoriale qui peuvent prendre le nom de « conférence métropolitaine », lorsque les pouvoirs locaux « remontent d'un cran » pour mettre sur l'agenda politique les questions de développement territorial.